# Kume Keiichirō

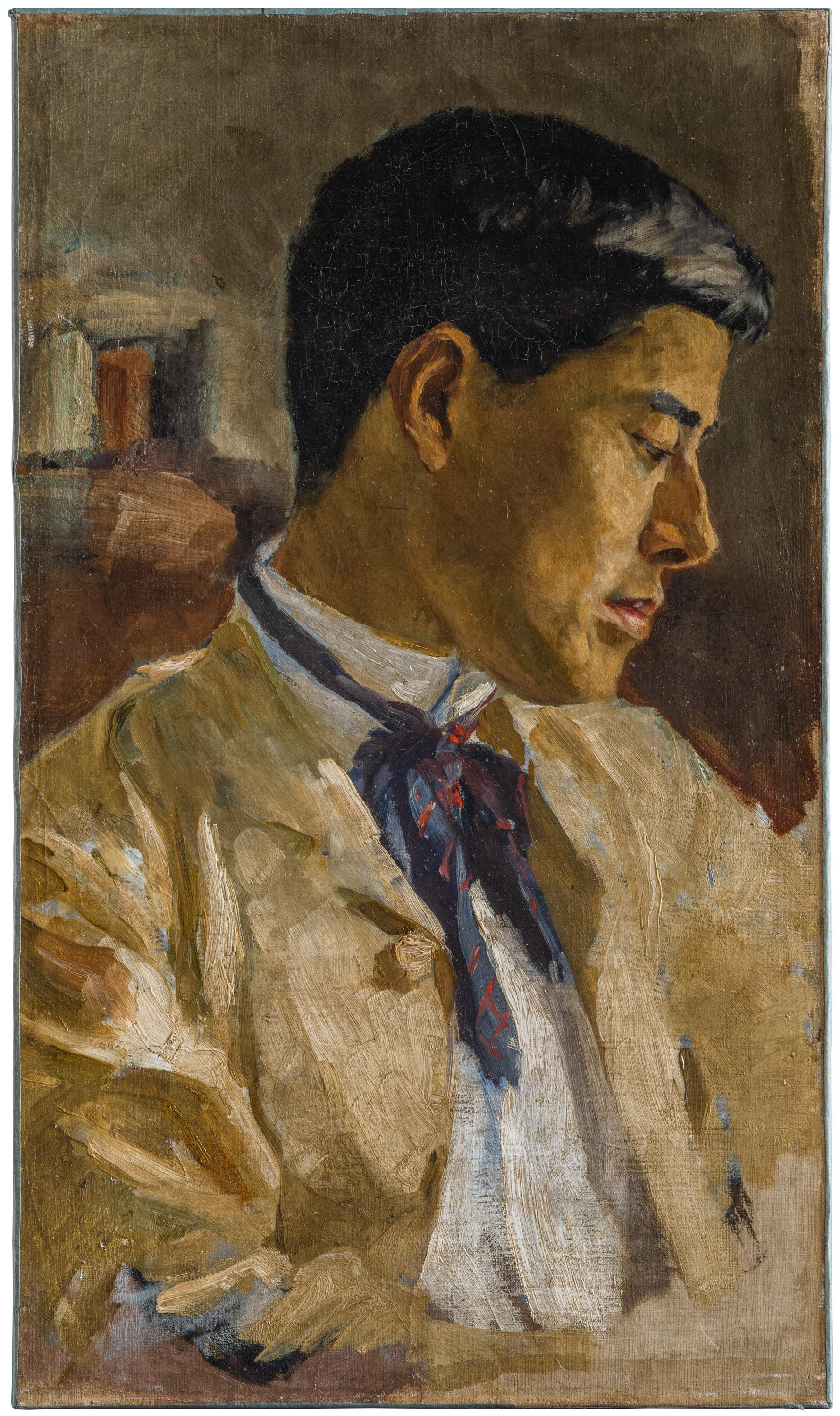
Kume, gemalt von Kuroda Seiki, 1997

Kume Keiichirō (japanisch 久米 桂一郎; * 16. September 1866 in Saga; † 29. Juli 1934) war ein japanischer Maler des Yōga-Stils.

## Leben und Wirken
Kume Keiichirō wurde in Saga in der damaligen Provinz Hizen geboren. Sein Vater Kume Kunitake hatte an der Iwakura-Mission teilgenommen und zog nach Rückkehr 1874 mit seiner Familie nach Tokyo. Im Jahr 1881 sah Keiichirō auf der zweiten Naikoku-kangyō-Ausstellung zum ersten Mal Bilder im westlichen Stil und war davon tief beeindruckt. Er entschloss sich zu einem Studium dieser Malerei und nahm 1884 Unterricht bei Fuji Masazō (藤 雅三; 1853–1916). Als Fuji 1885 nach Frankreich reiste, folgte er ihm ein Jahr später nach. Eingeführt von seinem japanischen Lehrer trat er in die Académie Colarossi unter Raphaël Collin ein, wo er Kuroda Seiki kennen und schätzen lernte. Beide blieben ihr Leben lang befreundet.
Nach mehr als siebenjährigen Aufenthalt in Frankreich kehrte Keiichirō 1893 nach Japan zurück, im gleichen Jahr gefolgt von Kuroda. Im folgenden Jahr gründeten die beiden die Malschule Tenshin-dōjō (天真道場), aus der dann Okada Saburōsuke und andere Künstler hervorgingen. 1896 beteiligte sich Keiichirō und Kuroda an der Gründung der Künstlervereinigung Hakubakai (白馬会). In den ersten beiden Ausstellungen dieser Vereinigung zeigte er seine Bilder und wurde damit zu einer zentralen Figur des impressionistischen Stils.
1898 wurde Keiichirō zum Professor an der Tōkyō bijutsu gakkō (heute Kunsthochschule Tōkyō) ernannt und nahm im folgenden Jahr an einer Reise von Kunsterziehern nach Frankreich teil. Um diese Zeit herum wandte er sich verstärkt der Kunstausbildung und Kulturverwaltung zu. Er arbeitete für die Weltausstellung in St. Louis und für die Weltausstellung in San Francisco, reiste mehrmals dafür in die USA und nach Europa. Er fungierte auch längere Zeit las Juror für die jährlichen Ausstellungen des Kultusministeriums, Bunten.
Kume Keiichirōs Nachkommen nutzen eine Etage in dem Geschäftshaus auf dem Familiengrundstück im Bezirk Meguro für eine ihm gewidmete Gemäldegalerie.

## Bilder

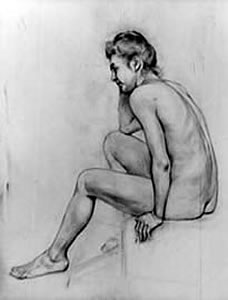
Akt, o. J.
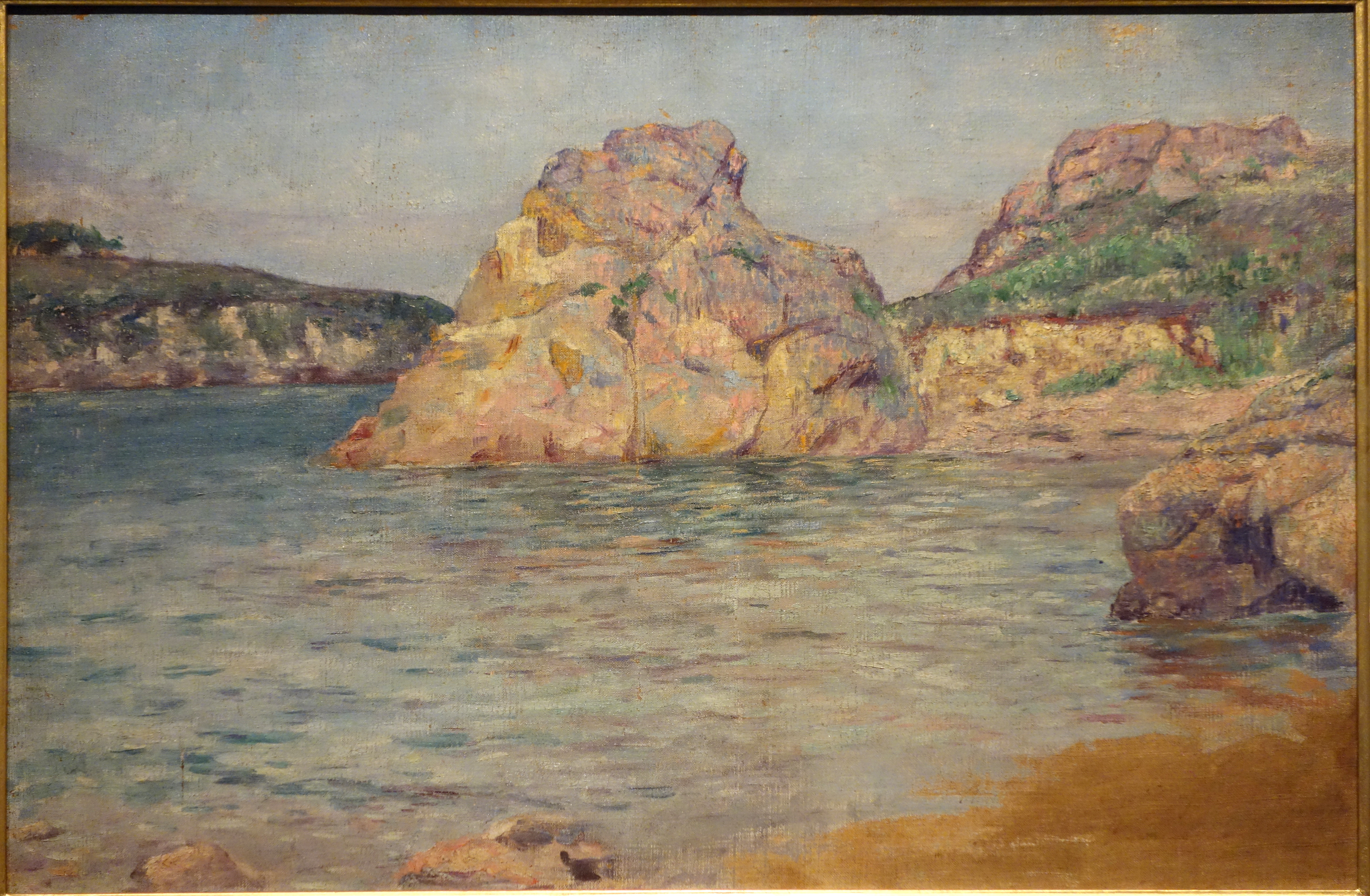
Insel Brehat, 1881
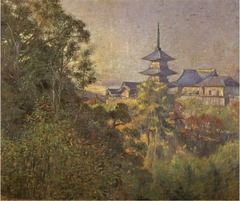
Kiyomizu-dera, 1893
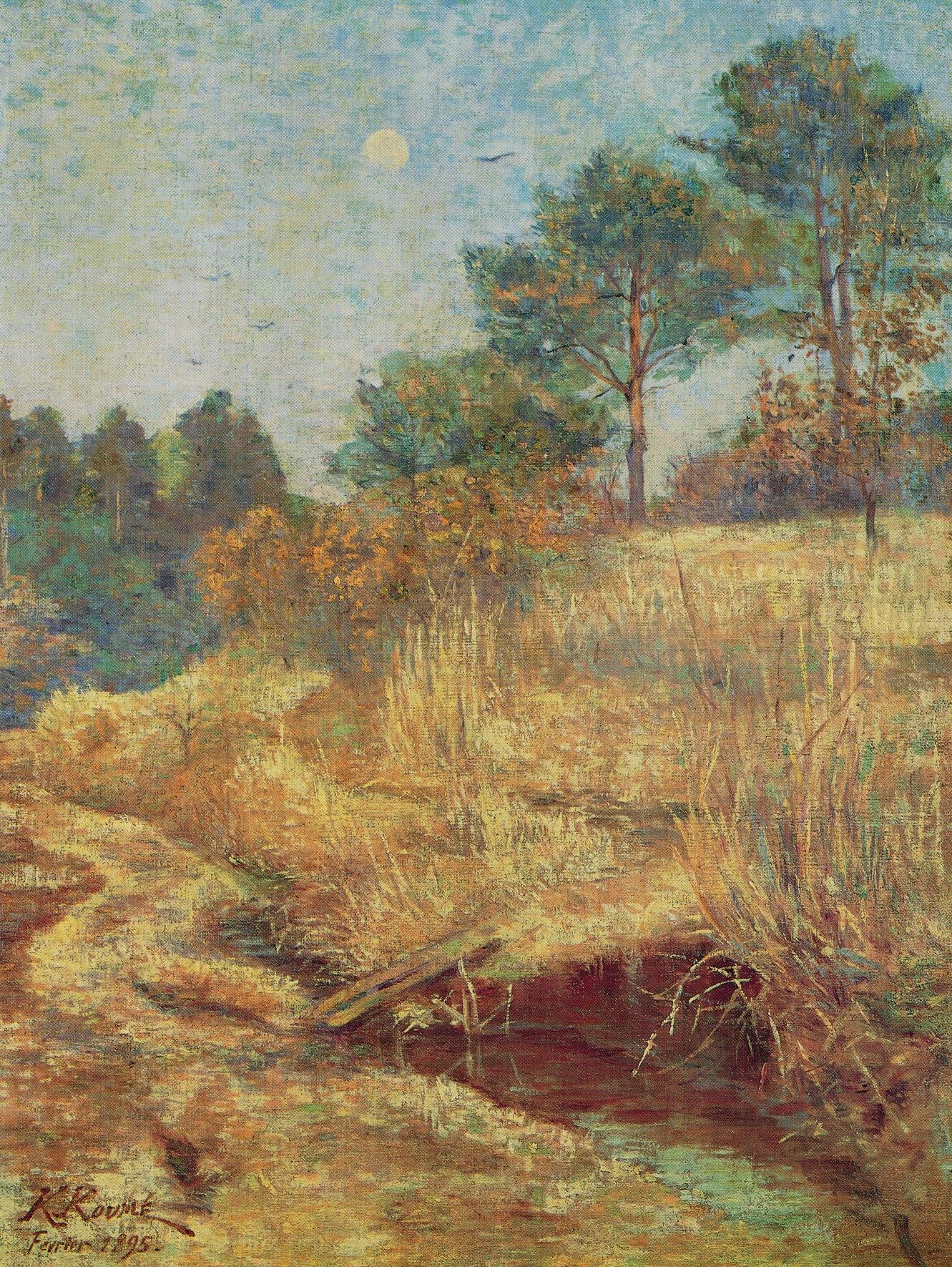
Herbst, Vorzeichnung 1895
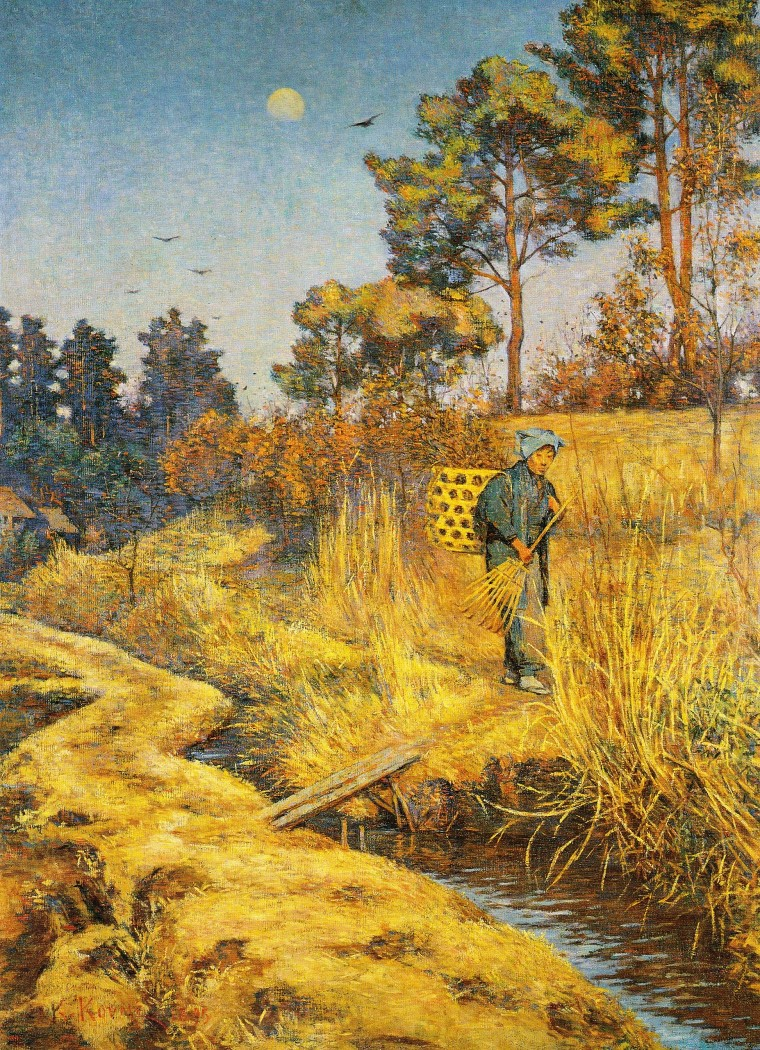
Herbst, 1895[A 3]